# 佐藤正持
佐藤 正持（さとう まさもち、文化6年（1809年） - 安政4年8月9日（1857年9月26日））は江戸時代後期の画家。本姓は藤原、通称は理三郎、号は南袋・北溟。江戸で春木南湖・谷文晁に絵画、本居大平に国学を学び、山陰道・瀬戸内地方を遊歴しながら活動した。

## 生涯

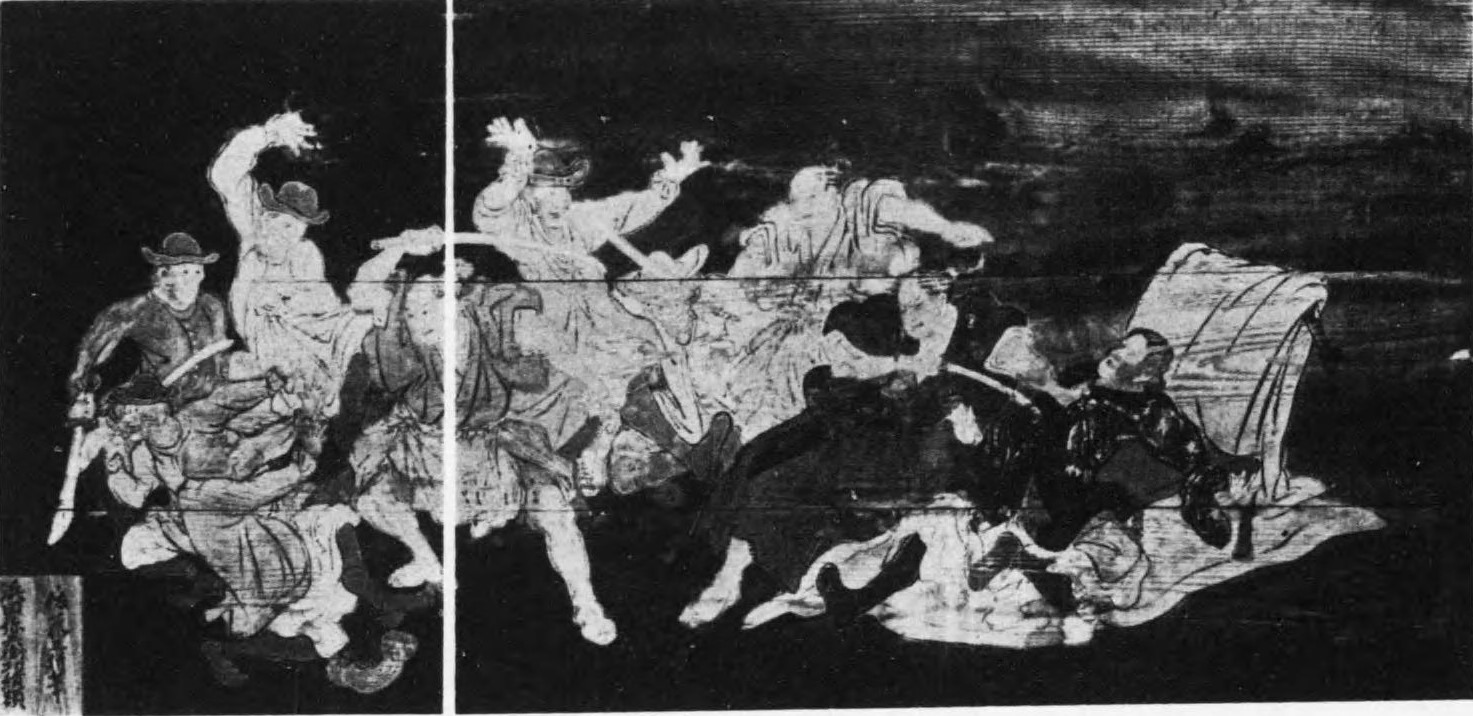
「浜田弥兵衛功績図」 射楯兵主神社所蔵。

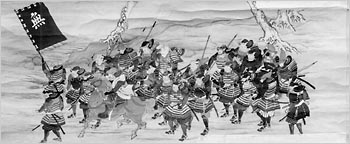
「道樹･宗智両祖出陣之図」第8 小田原征伐で豊臣秀吉の閲兵を受ける仙石秀久軍。上田市立博物館所蔵。

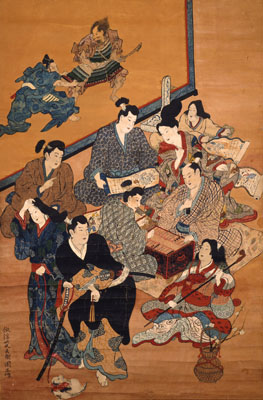
「倣浮世又兵衛図」 倉敷市立美術館所蔵。

### 江戸
文化6年（1809年）竹屋定吉の三男として生まれた。文化11年（1814年）母が死去し、父により江戸麻布善福寺門前の叔父溜屋直右衛門正則方に預けられ、質業の下働きを行った。
直右衛門の援助の下、春木南湖宅に住み込んで画業を学び、南湖から「南」字を継承して南袋と号した。また、本居大平に国学・武家故実を学び、大平を通じて杉原光基・御巫清直父子と知り合った。天保元年（1830年）頃お蔭参りを行った。
その後、南湖に上達の見込みがないとして転業を勧められ、谷文晁門に移った。破門には、気の多い性格が武家出身の南湖と合わなかったこと、南画から北画に関心が移ったこと、尊王論への傾倒が危険視されたこと等が考えられる。文晁に師事する傍ら、浮世絵や、「石山寺縁起絵巻」「平治物語絵巻」「承安五節絵」「天狗草紙絵巻」「法然上人絵伝」「年中行事絵巻」「誓願寺縁起絵巻」等の絵巻物、『集古十種』の肖像画等の模写に励んだ。また、麻布芋洗坂の絵師生田北溟（通称：門三郎、別号：霞村樵父）に奉公し、晩年自ら北溟・霞村と号した。
蘭学にも傾倒し、文晁の高弟渡辺崋山と親交した。天保10年（1839年）蛮社の獄で崋山が咎められると、累が及ぶことを恐れて一時近郊に避難した。江戸では菊池淡雅・立原杏所・高久靄厓・深川元儁・櫟亭琴魚等とも交流し、天保10年（1839年）春には曲亭馬琴と知り合った。

### 山陰遊歴
天保11年（1840年）5月中仙道を通って京都に上り、神話の舞台を実地調査するため、因幡国を経て、8月出雲国広瀬に滞在、石見国浜田等を遊歴した。
次いで、文晁の養孫谷文一 (2世)の出身地丹後宮津藩に赴任し、天保12年（1841年）頃小林延庵と丹後国各地を巡って『丹哥府志』の挿絵を手がけ、8月10日山王宮日吉神社を訪れた。年末頃、社司牧正就宅に住み込んで扁額を手がけた。天保14年（1843年）3月12日正就・泉玄道と京都に出て、吉野で花見、伊勢神宮に参詣し、4月14日帰宅した。
天保15年（1844年）6月25日中郡峰山に移り、弘化2年（1845年）夏『合璧邪正訣』を著した。8月までに城崎に移り、湯島板屋に滞在し、出石藩の依頼で『皇国画史』を著した。冬、池田盛之助の招きで宿南村青谿書院に池田草庵を訪れた。
弘化3年（1846年）池田碩一郎の招きで姫路に移り、元塩町菅原専助方に滞在し、嘉永2年（1849年）頃、大坂に追放されていた市川團十郎 (7代目)と交流し、古典・有職故実を教えた。

### 瀬戸内遊歴
嘉永2年（1849年）金刀比羅宮参りのため讃岐国に渡り、4月から10月まで琴平内町児島屋に滞在、同町余島屋吉右衛門方、野々口隆正と札の前町新かね菅家にも滞在し、丸亀方面にも旅行した。
備中国倉敷に渡った後、讃岐に戻って白峯崇徳天皇御陵に参拝、嘉永5年（1852年）頃高松で木村黙老と面会した。間もなく倉敷に戻り、備前国福山に招かれた後、直島に戻った。直島から三宅源左衛門と共に再び讃岐を訪れ、高松で黙老に再会した。この頃1度大坂にも出ている。
安政元年（1854年）頃倉敷に戻り、石坂秋朗方に滞在し、野々口隆正・鈴木重胤を介して大坂屋源介（林孚一）の世話を受け、泉屋藤右衛門等と交流した。最晩年には縫屋仙四郎の離れ座敷に女中と暮らしたが、仙四郎や妻子を無遠慮に使役したため源介が苦情を受けている。持病の治療費が嵩む中、揮毫で得た収入を料亭通いで散財し、倉敷代官佐々井半十郎に睨まれた。
大坂への出店や江戸への帰郷を考え、貯金して養子を探していたが、安政4年（1857年）8月9日死去し、10日誓願寺に葬られた。同寺には貯金を元に秋朗誌・和栗惟彰書「北溟翁之墓」が建てられ、残金は寺に奉納された。法名は正誉北溟清信士。

## 主な作品
| 作品名                 | 技法         | 形状・員数 | 寸法（縦x横）      | 所蔵                          | 年代                       | 備考 |
| ---------------------- | ------------ | ---------- | ------------------ | ----------------------------- | -------------------------- | --- |
| 自画像                 |              |            |                    | 毛呂清春                      |                            | 漫画風に天狗鼻に描いた自画像。前方には『太平記』『平家物語評判』『療治茶談』が置かれ、背後には蔵書として『集古十種』『駿台雑話』『梧窓漫筆』『武要弁略』『群書要覚』『国史略』『王代一覧』『唐土名所図会』『諸国名所図会』『玄同放言』『煮雑記』『燕石雑誌』『骨董集』『長崎見聞録』が書き込まれる。 |
| 溜屋直右衛門寿像       | 絹本著色     | 1幅        | 2尺8寸 x 9寸5分    | 溜屋寺本家                    | 20代                       | |
| 山王宮祭礼図           | 板絵著色     | 6面        | 約2尺              | 山王宮日吉神社                | 天保13年（1842年）11月30日 | 天保6年（1835年）再建の拝殿に扁額として掲げられた。お俊・伝兵衛、仁木弾正、躄勝五郎、大星由良之助等に扮した役者や力士を描く。平成30年（2018年）3月23日下絵2巻と共に宮津市指定有形民俗文化財。 |
| 関取図                 | 紙本極彩色   | 2曲        | 4尺5寸 x 5尺1寸    | 牧家 → 岸和田伊三郎（宮津町） | 天保13年（1842年）頃       | 山王宮日吉神社牧家玄関の衝立として作られた。天津風雲右衛門・追手風喜太郎・黒雲竜五郎・宮城野住右衛門・木村庄之助等を描く。泉玄道題賛。 |
| 源氏物語澪標図         | 紙本極彩色   | 左右各4枚  |                    | 仏性寺（宮津町）              | 天保14年（1843年）初       | 本堂襖絵。11世順知上人の求めによる。光源氏が住吉大社で明石上と出会った場面を描く。 |
| 倣後京極摂政之歌意図   | 鳥の子紙著色 | 4枚        | 各1間 x 3尺        | 牧正紀（宮津町）              | 天保15年（1844年）2月      | 客間襖絵。嵯峨野での選虫（むしえらみ）の図。 |
| 丹後縮緬工程図         |              |            |                    | 牧正紀                        | 天保14年（1843年）末頃     | 版下絵。宮津藩の産業振興政策に関係するか。 |
| 武者図                 | 絹本極彩色   | 1軸        | 2尺                | 牧家 → 三上金兵衛（宮津町）   |                            | 牧家で端午の節句に掛けられた。 |
| 三忠臣図               | 絹本極彩色   | 3幅対      | 2尺                | 牧家 → 三上金兵衛             |                            | 牧家で端午の節句に掛けられた。楠木正成・正行父子、源義家、大石良雄を描く。慶応2年（1866年）梶川景典題賛。 |
| 静の舞図               |              | 6曲半双    |                    | 大森治吉（宮津町）            |                            | 畠山重忠・工藤祐経・源頼朝・北条政子等が描かれる。与謝蕪村が宮津で描いた「静の舞図」に対抗して描いたという。 |
| 歴誌風俗画             | 美濃紙淡彩   | 56図       | 8寸8分 x 1尺3寸    | 黒田宇兵衛（宮津町）          |                            | 横綴本。 |
| 大日本歴誌画           | 淡彩         | 双巻       | 各30尺 x 8寸5分    | 黒田宇兵衛                    |                            | |
| 道樹・宗智両祖出陣之図 |              | 10幅       |                    | 仙石家 → 上田市立博物館       | 弘化年間                   | 出石藩祖仙石秀久・忠政が小田原征伐に出陣した様子を19場面に描く。 |
| 浜田弥兵衛功績図       | 杉板極彩色   |            | 3尺3寸 x 6尺4寸5分 | 射楯兵主神社                  | 嘉永元年（1848年）2月      | 拝殿正面扁額。姫路藩侍読津田賁撰文。 |
| 浜田弥兵衛功績図       | 桧板彩色     |            | 1,241cm x 1,636cm  | 金刀比羅宮                    |                            | 野々口隆正題賛。明治初年福羽美静の目に留まり、明治22年（1889年）平塚蕉窓縮図、加部巌夫縮書による版画が頒布された。 |
| 倣浮世又兵衛図         | 紙本着色     | 1幅        | 132.0cm x 87.0cm   | 林源十郎 → 倉敷市立美術館     |                            | |
| 大石良雄図・楠公父子図 | 絹本着色     | 双幅       | 3尺2寸 x 1尺6寸5分 | 大橋藤一郎（倉敷市）          |                            | |

毛呂清春の父清春は泉玄道の子で、若年を牧家で過ごし、牧正就の妹峯の夫毛呂清の養子となり、与謝郡岩滝村男山板列八幡神社神職を務めた。林孚一所蔵の正持関係資料は曽孫林源十郎の長男の三男上田昌三郎から倉敷市立美術館に寄贈された。
交友渡辺崋山と画風が似ており、崋山筆として流通したものも多いといわれる。

## 著書

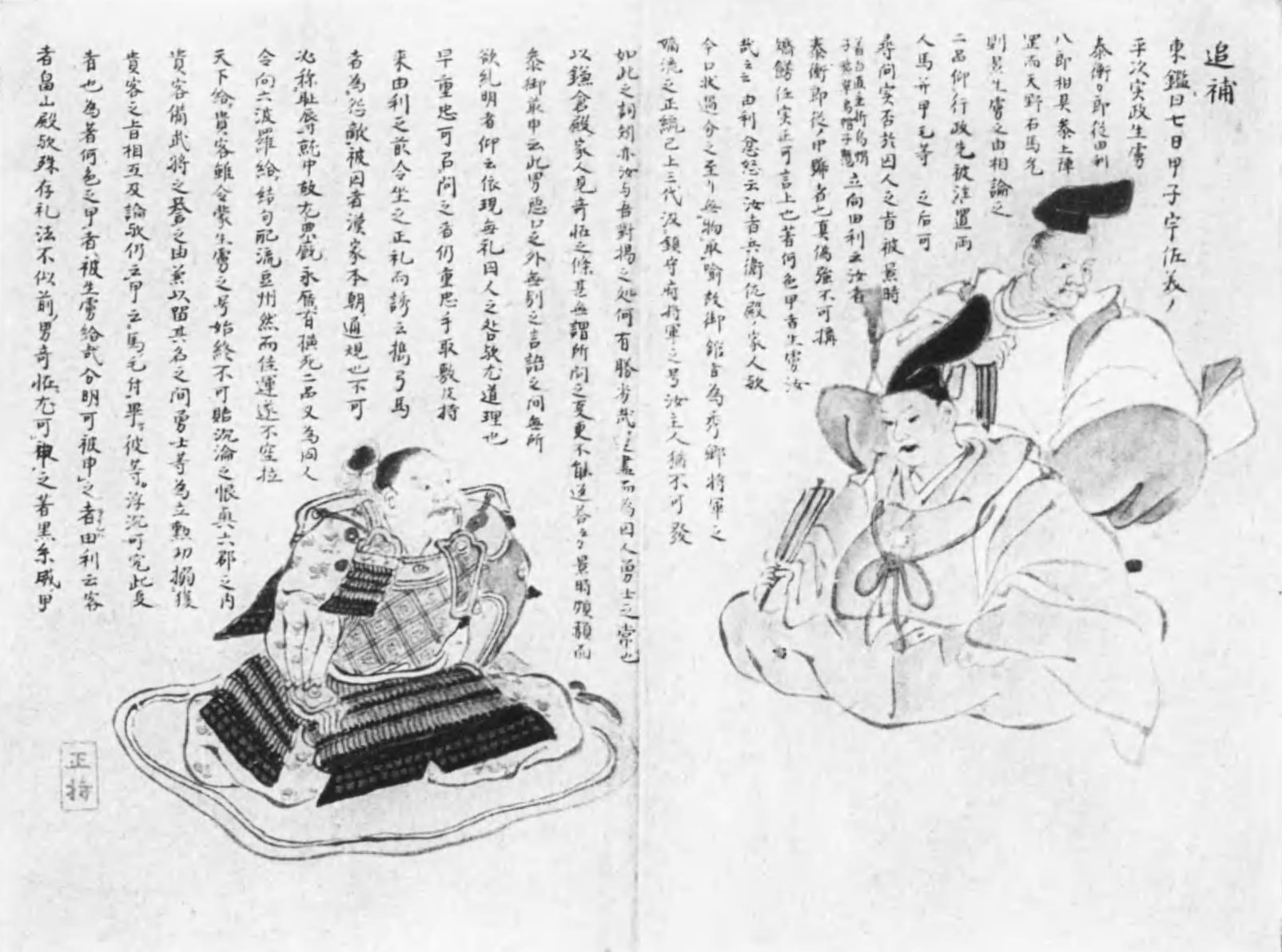
『合壁邪正訣』第10 追補

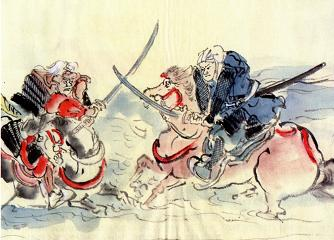
『皇朝画史』 倉敷市立美術館所蔵。

『合璧邪正訣』
弘化2年（1845年）夏峰山で執筆。与謝郡日置村浜・田井喜久三旧蔵。藤原広嗣・鳥取部万麿・藤原千任・阿部定任・平康盛・大河兼任・左仲太常澄・魚屋八兵衛・孝子五郎（姉ヶ崎宿）・追補（東鑑）の10図を載せる。本文ではこれら歴史上の忠臣・孝子を顕彰する一方、これらと敵対した道鏡・玄昉等宇佐八幡宮神託事件関係者や大江広元・足利尊氏他幕府方武将等を「偽君子」として断罪する。『善光寺縁起』は『西遊記』を元にした偽書と主張する。
『皇朝画史』
出石藩に執筆を依頼され、弘化2年（1845年）頃成立し、藩物学所預り人により『皇国画史』と名付けられたが、その後も生涯に渡って製作を続けた。林家・石坂家・倉敷県役人白谷完平に3本が伝わっていたが、石坂本は不明、白谷本は内田魯庵・結城素明に渡り、林本は現在倉敷市立美術館に所蔵される。両本とも解説書が付属し、神代から江戸時代までの合戦・事件等が300余りの章立てで解説される。

## 人物
六尺男で、顔には白癜があり、鼻が高く、早口だった。興味を持った話は一度聞くと生涯忘れなかったが、取り留めのない話は全く記憶しなかった。書が不得意で、「無双の悪筆」を自認した。
広く名家と交流し、曲亭馬琴に「処々走り廻り候遊人」と評されている。弁が立ち、しばしば人前で軍談や落語を披露した。人の美徳を説くことを好み、侠客・無頼の徒を教え諭して正しい道に導いたことがあった。酒を好み、生活は乱れがちで、晩年は眼病を患った。深川元儁には持病を変形間欠熱と診断されている。
弘化4年（1847年）姫路で善光寺地震の報に接した際、人に「仏を信じてはるばる善光寺に詣でてこんなこととはどういうことだ。」と聞かれ、「仏教では前世の業報といい、儒教では天命といい、神道では禍津日神の仕業といい、窮理学では地球の自転のせいといわれるだろう。」と分析した上で、僧侶・漢学者を非難し、神道を最も尊重すべきと主張している。

## 紙芝居の始祖説
昭和18年（1943年）岡山県紙芝居連盟により、正持がのぞきからくりを元に紙芝居を考案し、『皇朝画史』を紙芝居に仕立てて街頭で講釈し、尊皇攘夷思想を広めたとする説が報道された。この報道の根拠は不明だが、『皇朝画史』は各枚の内容が独立していて連続した物語となっておらず、仮に講釈が事実であっても絵解の域を出なかったと考えられる。
昭和33年（1958年）には紙芝居カエルの会により、正持が江戸から逃れた際、狂言師から狂言を習得し、舞台姿を絵に描き、木枠に嵌めて見せながら台詞を語る「画狂言」を行ったとの説が報道されたが、この説の典拠も明らかでない。

## 親族
- 父：竹屋定吉 – 越後国長岡表三ノ町加藤七左衛門7代目正誠八男。幼名は求蔵。新潟町佐藤理左衛門の養子となり、後に江戸に出た。天保6年（1835年）4月9日没[96]。
- 伯父：溜屋直右衛門正則 – 正誠五男。幼名は桃蔵。寛政元年（1789年）2月江戸に出て、継母の姉貞徃の夫寺本兼継の三女おもとの婿となり、溜屋茂左衛門7代目を継いだ[97]。
- 母：元応妙称信女 – 文化11年（1814年）11月26日現消童子を死産して死去[98]。
- 長姉：まち – 天保7年（1836年）2月13日没[3]。
- 長兄：利兵衛 – 天保8年（1837年）8月28日没[3]。
- 次兄：喜二郎 – 天保2年（1831年）3月10日没[3]。
- 長弟：勝五郎 – 文政3年（1820年）8月5日没[3]。
- 次弟：現消童子 – 文化11年（1814年）11月26日没[99]。